# Nederlands Bijbel Instituut
Het Nederlands Bijbel Instituut (NBI) was een theologisch opleidingsinstituut op HBO-niveau van 6 juni 1948 tot 1 september 2005. Het is daarna samengevoegd met de Christelijke Hogeschool Windesheim.

## Geschiedenis
In 1948 vonden mensen uit verschillende protestantse kerkgenootschappen, onder wie hervormden, gereformeerden en baptisten, elkaar in hun overtuiging dat de hoofdstroom van de protestantse kerken te weinig aan zending en evangelisatie deed. Zij richtten daarom het Nederlands Bijbel Instituut op.
Van een combinatie van school en leefgemeenschap ontwikkelde het NBI zich tot een HBO-opleiding in deeltijd. De gemiddelde leeftijd nam door die omschakeling drastisch toe. Een deel van de studenten wilde kerkelijk werker worden, maar dan wel via een kerkelijk onafhankelijke opleiding. Anderen zochten een opleiding om meer vorming en toerusting te krijgen op het gebied van Bijbelkennis en kerkelijke historie. Weer anderen vervulden het ambt van ouderling en konden hiermee hun theologische kennis optimaliseren.
Het NBI bood ook een door de overheid erkende tweedegraads lerarenopleiding voor het vak godsdienst. Ook lezingen werden verzorgd door het instituut. Voor mensen met een hbo-opleiding bood het NBI een aanvullende pastorale vorming op het gebied van liturgie, pastoraat en gemeenteopbouw.